# Euchromia pagenstecheri
Euchromia pagenstecheri là một loài bướm đêm thuộc phân họ Arctiinae, họ Erebidae.